# Gustav Adolf von Gotter
Gustav Adolf von Gotter (Altenburg, 1692. március 26. – Berlin, 1762. május 28.) gróf, porosz államférfi.

## Élete
Frigyes Vilmos porosz király 1732-ben a bécsi udvarba küldte. Négy év múltán Gothába költözött, melyet több szép épülettel diszített. II. Nagy Frigyes 1740-ben udvari főmarsallá tette, VI. Károly császár pedig a birodalmi grófi ranggal ruházta fel. Abban az évben II. Frigyes Bécsbe küldte, hogy Mária Teréziától Szilézia átengedését kieszközölje. Utóbb (1753) a postaügy igazgatója és opera-intendáns lett. Arcképét Mányoki Ádám örökítette meg. (A képet a braunschweigi hercegi képtárban őrzik.)